# Мојмило (Сарајево)
Мојмило или Олимпијско село је сарајевско насеље. Насеље се налази у општини Нови Град. 
Ово насеље је саграђено као олимпијско село за потребе 14. зимских олимпијских игара у Сарајеву 1984. године. Повезана је са центром града како аутобуским тако и тролејбуским саобраћајем. Како је плански прављено за олимписке игре, спада у функционалнија насеља града. У последњем рату, насеље је било веома оштећено, пошто се налазило у непосредној близини борбених дејстава.